# (3232) Brest
(3232) Brest es un asteroide perteneciente al cinturón de asteroides, descubierto el 19 de septiembre de 1974 por la astrónoma soviética Liudmila Chernyj desde el Observatorio Astrofísico de Crimea (República de Crimea), Rusia).

## Designación y nombre
Designado provisionalmente como  1974 SL . Fue nombrado Brest en homenaje a la ciudad bielorrusa  Brest.